# チェッカーノ
チェッカーノ（伊: Ceccano）は、イタリア共和国ラツィオ州フロジノーネ県にある、人口約22,000人の基礎自治体（コムーネ）。

## 地理

### 位置・広がり
フロジノーネ県の南西部に位置するコムーネ。県都フロジノーネから南へ8km、ラティーナから東北東へ38km、ローマから東南東へ79kmの距離にある。

#### 隣接コムーネ
隣接するコムーネは以下の通り。
- アルナーラ
- カストロ・デイ・ヴォルシ
- フロジノーネ
- ジュリアーノ・ディ・ローマ
- パトリカ
- ポーフィ
- ヴィッラ・サント・ステーファノ

### 気候分類・地震分類
チェッカーノにおけるイタリアの気候分類 (it) および度日は、zona D, 1775 GGである。
また、イタリアの地震リスク階級 (it) では、zona 2B (sismicità media) に分類される。

## 姉妹都市
- プルザネ、フランス
- カンクン、メキシコ